# Heliogomphus selysi
Heliogomphus selysi – gatunek ważki z rodziny gadziogłówkowatych (Gomphidae).